# 프레드 뎀비
조제프레드 뎀비(프랑스어: José-Fred Dembi, 1995년 2월 21일 ~ )는 리그 2 클럽 레드 스타와 콩고 공화국 국가대표팀에서 미드필더로 활약하는 콩고 공화국의 프로 축구 선수이다.

## 어린 시절
뎀비는 콩고 공화국에서 태어나 2살 때 프랑스로 이주했다. 이후 프랑스 국적을 취득했다.

## 구단 경력
뎀비는 AS 마드리예 샤토 블랑과 케비루앙의 유소년 팀 출신으로, 2014년에 케비에서 경력을 시작했다. 그 후 르아브르와 아브랑슈의 리저브 팀에서 활동했고, 드빌 마롬에서 아마추어 팀으로 활동했다. 2018년 여름, 그는 루앙으로 이적했고, 두 번째 시즌은 코로나19 범유행으로 인해 중단되었다. 2020-21년 시즌에는 숄레로 이적했다. 그 후 다음 시즌에는 샹피오나 나시오날의 오를레양에 합류했다. 2022년 5월 27일, 그는 레드 스타로 이적했다.

## 국가대표팀 경력
뎀비는 2022년 6월에 열린 2023년 아프리카 네이션스컵 예선 경기에서 콩고 공화국 국가대표팀에 소집되었다.  그는 2022년 6월 8일, 감비아와의 경기에서 1-0으로 승리하며 콩고 공화국 국가대표팀에 데뷔했다.